# Karl Herz (Ingenieur)

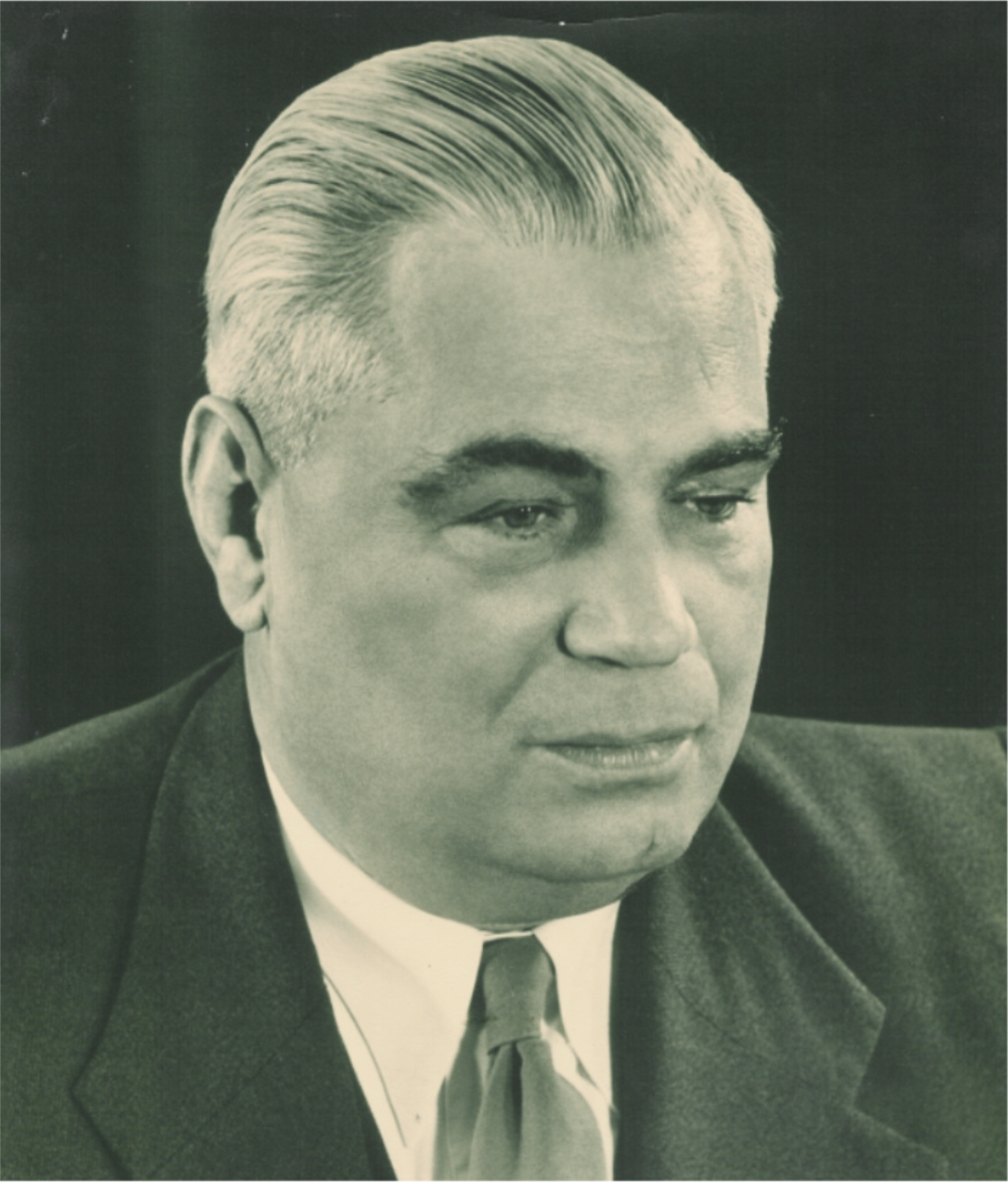
Karl Herz (1955)

Karl Andreas Herz (* 28. November 1898 in Dieburg; † 11. Juli 1970 in Darmstadt) war ein deutscher Ingenieur, Herausgeber, Ministerialbeamter und Hochschullehrer. Von 1960 bis 1963 war er Staatssekretär im Bundesministerium für das Post- und Fernmeldewesen.

## Leben
Nach dem Besuch der Oberrealschule in Dieburg und Darmstadt studierte er an der Technischen Hochschule Darmstadt, wo er das Diplom eines Ingenieurs 1923 erlangte.
Von 1923 bis 1925 betätigte er sich in Berlin bei verschiedenen Unternehmen, so bei der AEG als Projektingenieur. Beim Reichspostzentralamt in Berlin war er von 1925 bis 1931 als Sachbearbeiter beschäftigt. Danach ging er nach Uruguay und leitete dort von 1931 bis 1934 den Ausbau des neuen Fernmeldenetzes.
Wieder nach Deutschland zurückgekehrt, war er von 1935 bis 1939 Direktor der Deutschen  Fernkabelgesellschaft in Berlin. Von 1939 bis 1942 leitete er das Reichspostzentralamt. Im Reichsministerium für das Postwesen war er von 1942 bis 1945 der Gruppenleiter für die Fernmelde-Weitverkehrstechnik. Von 1945 bis 1947 wurde er in der britischen Zone als Leiter der Fernmeldeabteilung der Reichspost-Oberdirektion eingesetzt. Als Chefingenieur und Präsident des Post- und Fernmeldetechnischen Zentralamtes wirkte er von 1947 bis 1949. Als 1949 das Fernmeldetechnische Zentralamt daraus entstand, übernahm er auch weiterhin  das Amt des Präsidenten bis 1959. Am 1. Januar 1960 ernannte man ihn zum Staatssekretär im Bundesministerium für das Post- und Fernmeldewesen, wo er bis 1963 tätig war.
In Anerkennung seiner Verdienste um den Wiederaufbau des deutschen Fernmeldewesens nach dem Kriege und in Würdigung seiner Tätigkeit als Vorsitzender des VDE verlieh ihm die TH Hannover im Jahre 1951 die akademische Würde eines Dr.-Ing. ehrenhalber. Die Technische Universität Berlin ernannte ihn 1955 zum Ehrensenator und der Hessische Minister für Erziehung und Volksbildung 1957 zum Honorarprofessor für Internationale Nachrichtentechnik an der Technischen Hochschule Darmstadt. Bundeskanzler Konrad Adenauer verlieh Prof. Dr. Herz am 3. Mai 1963 das Große Bundesverdienstkreuz mit Stern und Schulterband der Bundesrepublik Deutschland. Am 2. Januar 1969 wurde er anlässlich seines 70. Geburtstages mit der Silbernen Verdienstplakette der Stadt Darmstadt geehrt.
Das Amt des Vorsitzenden des Deutschen Verbandes technisch-wissenschaftlicher Vereine nahm er von 1956 bis 1960 ein. Er war Herausgeber der Fachzeitschrift Der Fernmelde-Ingenieur und der Buchreihe Jahrbuch des elektrischen Fernmeldewesens.

## Auszeichnungen
- 1960: Ehrenmitglied im  VDE
- 1963: Großes Bundesverdienstkreuz mit Stern und Schulterband
- 1965: Philipp-Reis-Plakette[1]
- 1968: Heinrich-von-Stephan-Plakette
- 1969: Silberne Verdienstplakette der Stadt Darmstadt

## Schriften
- Mitherausgeber des Handwörterbuch des elektrischen Fernmeldewesens. 2. Auflage, Berlin 1970